# Borima, Loveci
Borima (în bulgară Борима) este un sat în comuna Troian, regiunea Loveci,  Bulgaria. 

## Demografie
Componența etnică a satului Borima
     Bulgari (35,44%)
     Turci (35,55%)
     Nicio identificare (27,73%)
     Altele (1,84%)
La recensământul din 2011, populația satului Borima era de 869 locuitori. Nu există o etnie majoritară, locuitorii fiind turci (35,55%) și bulgari (35,44%). Pentru 27,73% din locuitori nu este cunoscută apartenența etnică.